# Castroregio
Castroregio (Kastërnexhi in arbëreshë, Castrurìgiu in calabrese) è un comune italiano di 209 abitanti della provincia di Cosenza in Calabria. Il territorio ha una superficie di 42,06 km² e il nucleo principale del comune sorge a 819 metri sul livello del mare.
È un paese arbëreshë della Calabria. Fa parte del comune anche la frazione di Farneta, situata a 32 km dal capoluogo comunale, popolata anch'essa da una comunità arbëreshë.

## Storia
La presenza di numerosi massi dotati di coppelle nella zona della chiesa della Madonna della Neve testimonierebbe una presenza umana fin dalla preistoria.

### Medioevo
È documentato che il territorio dove oggi si trova Castroregio, era stato abitato sin dall’epoca normanna; infatti in un documento del gennaio 1015 si parla di un monastero dedicato a Sant’Anania e di un "Kastron" (castello). Nel 1239 l'imperatore Federico II di Svevia ordinò il restauro di alcuni castelli tra i quali anche l’antico "Kastron" (o anche Castrum) che, passato sotto l’amministrazione centrale, acquistò anche la denominazione di "Regium".
Castrum Regium continuò ad essere abitato anche sotto la dominazione angioina (1282-1442) e quella degli aragonesi (1442-1510), e fu durante la dominazione degli angioini che, a causa dell’epidemia di peste del 1348, la Calabria si spopolò talmente che vasti territori e interi paesi rimasero completamente disabitati.

### Storia moderna
Dopo la morte di Scanderbeg nel 1468, la caduta di Kruja nel 1478 e quella di Scutari nel 1479, avvenne il più importante flusso migratorio dall’Albania verso l’Italia. Sbarcati sulle coste adriatiche della Puglia e dopo aver cercato per qualche tempo una sistemazione in quella regione, quasi tutti gli albanesi raggiunsero la Calabria dove trovarono una sistemazione nei casali rimasti spopolati.
La data dell'arrivo degli albanesi a Castroregio è tuttora controversa e dibattuta tra gli storici locali; Francesco Tajani in "Le Istorie Albanesi", sostiene che Castroregio sia stato fondato tra il 1476-78, cioè un decennio dopo la morte di Scanderbeg (17 gennaio del 1468) e la stessa tesi è sostenuta da Salvatore Scura in "Tradizioni e glorie degli Italo-Albanesi" e da Antonio Scura in "Gli albanesi in Italia e i loro canti tradizionali". Secondo lo studioso Italo Sarro, Castroregio non risulta nei censimenti dei fuochi degli anni 1503, 1508, 1543, 1548, 1566 e 1567.
È più probabile che Castroregio sia stato edificato intorno al 1515. Secondo quanto afferma lo storico Giorgio Toscano nella sua "Storia di Oriolo" (1695), dove scrive di aver visto il privilegio di assenso del Re il quale autorizzava l'edificazione di un casale di Albanesi, al tempo del Duca Giovanni Lopez de Vergara, sub-feudatario di Oriolo dal 1505 al 1527.
Quando giunsero nel feudo di Oriolo, gli Albanesi costruirono delle capanne coperte di paglia sulla sponda destra del fiume Straface, nella contrada "Casaletto", dove tuttora esistono i ruderi di una piccola chiesa, ma ben presto si spostarono nella contrada "San Pietro", sovrastante la sponda destra del fiume Ferro; per poi spostarsi ancora in contrada "Cerviola" dando vita ad un villaggio che battezzarono "Xorza", che significa piccola città.
Poi, tra il 1510 e il 1515, il Duca Giovanni Lopez de Vergara autorizzò gli Albanesi ad abbandonare il villaggio di Xorza per trasferirsi sulla montagna nella località chiamata "San Pietro delle Noci", l’attuale Castroregio; qui gli Albanesi trovarono un castello diroccato del quale, probabilmente, riutilizzarono i materiali per edificare le loro case.

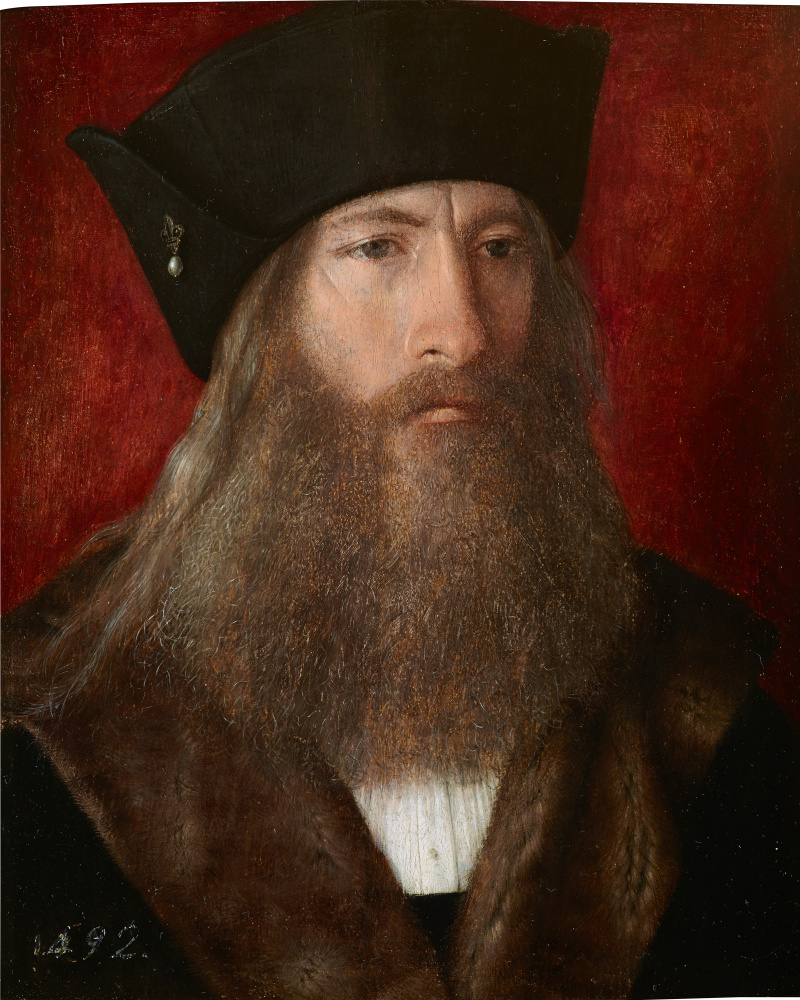
Ritratto di Odet de Foix, di Michel Sittow

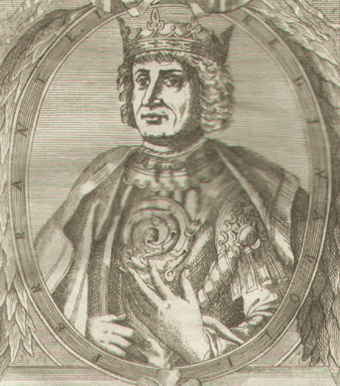
Ferdinando (Ferrante) Sanseverino

A Castroregio gli Albanesi poterono godere della tranquillità per poco tempo, perché scoppiò la guerra tra Spagna e Francia; mentre tutti i paesi del circondario si schierarono con la Francia, Oriolo e Castroregio rimasero fedeli agli spagnoli così, nel 1528, sia Castroregio che Oriolo, subirono l’assedio dei Francesi al comando del generale Odet de Foix, conte di Lautrec.
Quando gli spagnoli furono costretti a ritirarsi, Castroregio fu assalito e incendiato dai mercenari di Amendolara, Roseto Capo Spulico e Canna, paesi che erano passati con i francesi. Terminata la guerra con la vittoria degli spagnoli, tutto il territorio passò a Ferdinando Sanseverino, principe di Salerno.
Sotto Ferdinando Sanseverino, Castroregio, con la costruzione della Chiesa e di alcune case in muratura, acquistò l’aspetto di un paese vero e proprio.  I rapporti con i paesi vicini erano molto limitati e i matrimoni venivano contrattati unicamente fra Albanesi. Plataci e San Paolo Albanese erano gli unici paesi che avevano rapporti di questo genere con Castroregio. Probabilmente provenivano proprio da San Paolo Albanese le famiglie Di Lazzaro, Jerovante, Camodeca e Pappadà, originarie da Corone, che si unirono alla popolazione già esistente.
Nel 1552 il principe Ferdinando Sanseverino fu accusato di tramare con la Francia contro Carlo V d'Asburgo, imperatore e re di Napoli; così che Pietro di Toledo, viceré di Napoli lo proclamò ribelle e sequestrò i suoi feudi che furono incamerati dalla Regia Camera della Sommaria. Nello stesso anno i feudi furono venduti a Marcello Pignone, il quale, nel 1556 divenne Barone e, qualche giorno dopo, fu creato Marchese di Oriolo.
Verso il 1710, nove famiglie (33 persone), guidate da un certo Antonio Pappadà, per non pagare le tasse, fuggirono da Castroregio e si recarono nel territorio di Amendolara, vicino al torrente Straface, dove fondarono un piccolo casale che prese il nome di "Casalotto di San Nicolò". Per quasi un secolo il casalotto accolse nuove famiglie provenienti da Castroregio, ma poi gli abitanti del casalotto divennero a pieno titolo cittadini di Amendolara: così che il "Casalotto di San Nicolò" perse definitivamente la sua identità arbëreshe. Oggi del casalotto restano solo i ruderi di una chiesetta e il suo fonte battesimale.

### Storia contemporanea

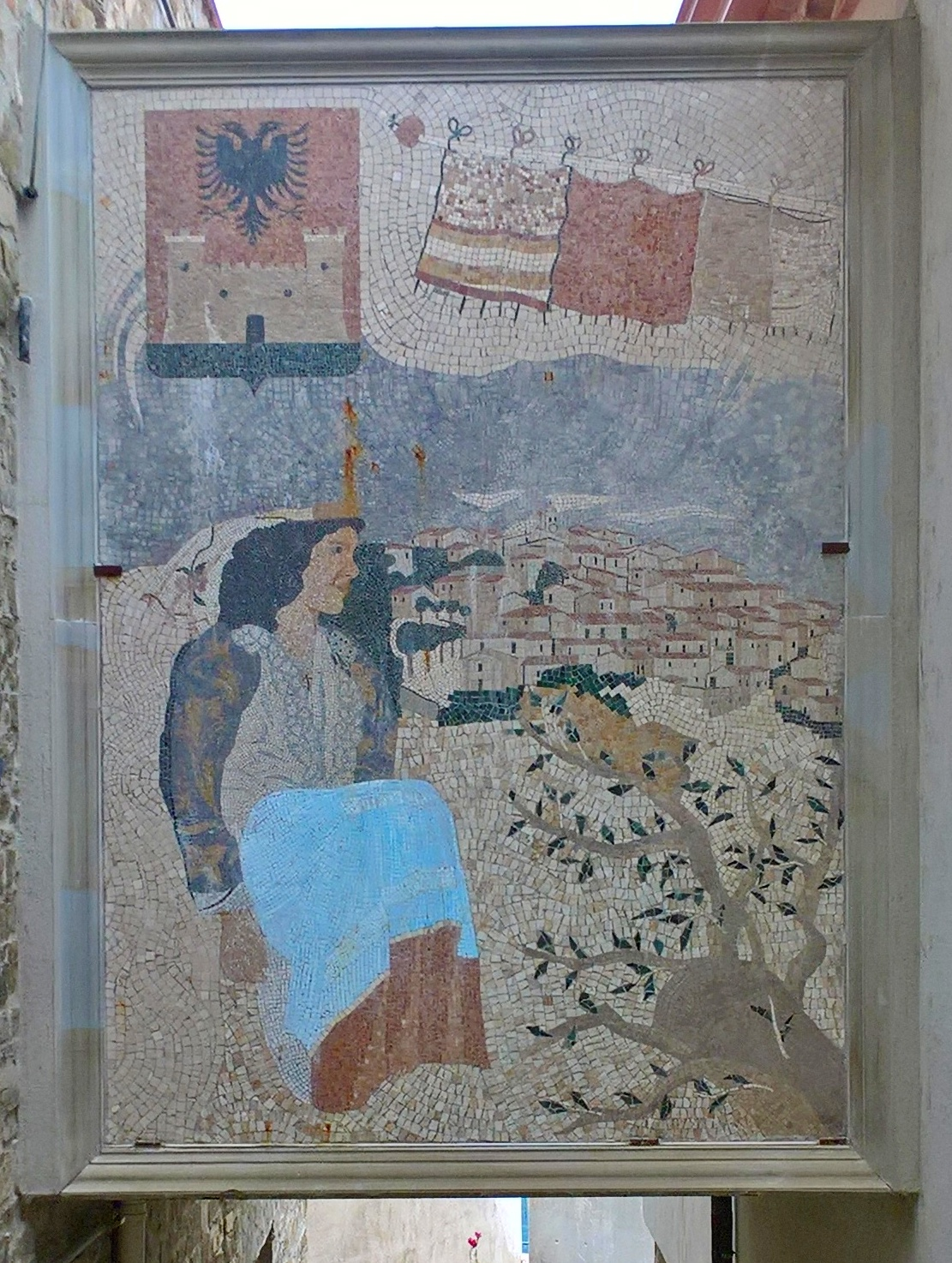
Murales

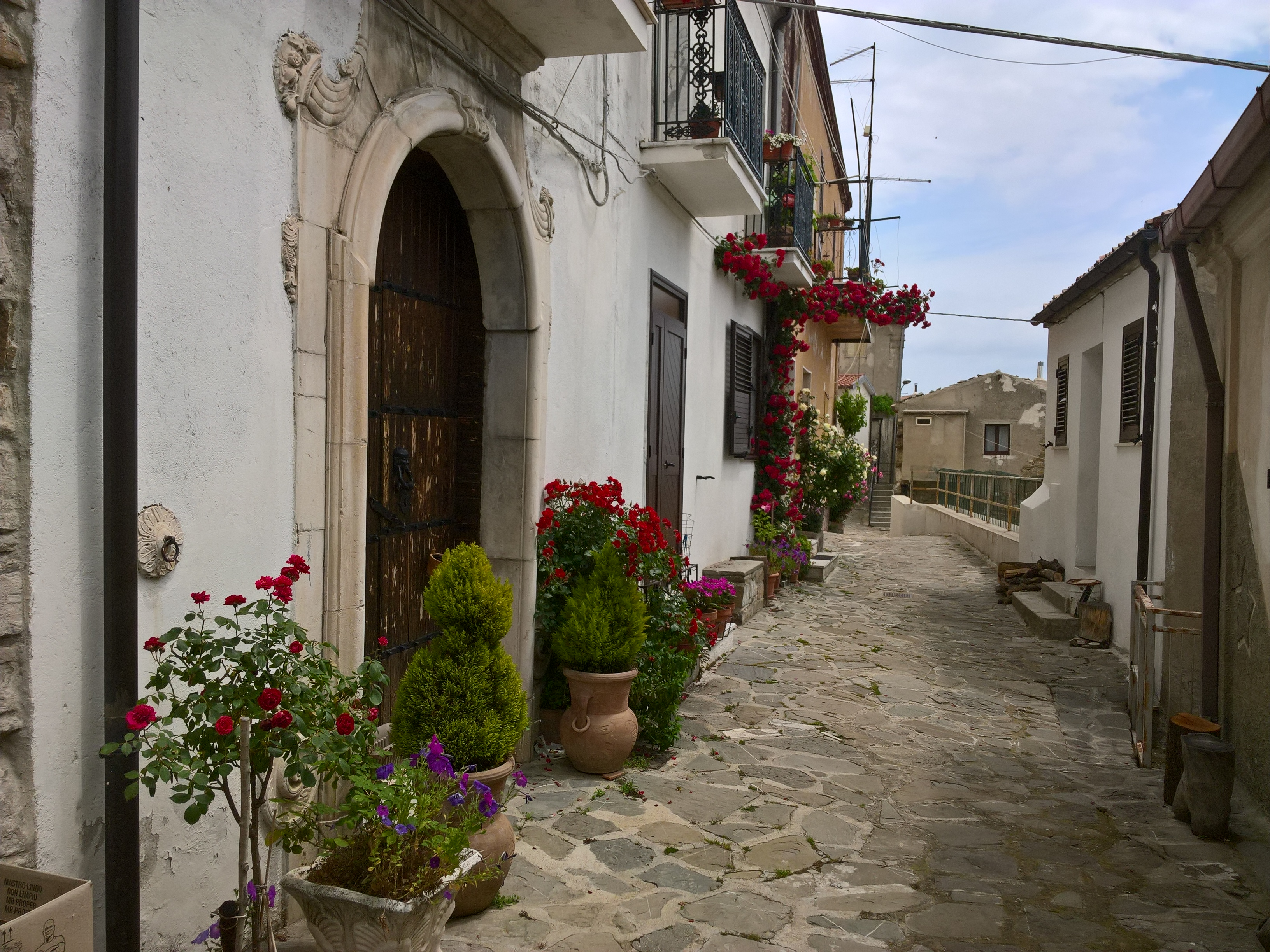
Una via di Castroregio

Castroregio, seguì le vicende feudali del Comune di Oriolo, del quale era Casale, rimanendo quasi costantemente in dominio dei Pignone del Carretto fino all’eversione della feudalità (1806). Con l’ordinamento amministrativo disposto da Napoleone nel 1807, Castroregio divenne Università e venne compreso nel Governo di San Lorenzo Bellizzi. Nel 1811 venne trasferito nel Circondario di Amendolara. Poi, con il decreto del 25 gennaio del 1820 gli venne aggregato il casale di Farneta, sottratto al comune di Oriolo.
Nonostante l’influenza del mondo e della cultura latina, a Castroregio si mantengono con orgoglio le antiche tradizioni, il rito greco-bizantino e, soprattutto, la lingua del paese di origine.

## Monumenti e luoghi d'interesse

### Architetture religiose
- Chiesa Madre di Santa Maria ad Neves (Shën Mëria e Borës in arbëreshë)[5]

## Società

### Evoluzione demografica
A febbraio 2020, gli abitanti censiti dall'Istat sono 251, con una forte incidenza della popolazione anziana. Al 1º gennaio 2018, gli abitanti sotto i 40 anni erano 64, mentre gli over 60 erano 131.
Abitanti censiti

### Etnie e minoranze straniere
Secondo i dati Istat al 31 dicembre 2017 la popolazione straniera residente era di 11 persone, di cui 9 dell'est Europa (Romania, Repubblica Ceca, Albania e Ucraina) e 2 del Marocco.

## Cultura
Da ammirare sono costumi tipici albanesi riccamente decorati con ricami. La chiesa dedicata alla Madonna della Neve è tra le più antiche dell'Eparchia di Lungro, di costruzione seicentesca con forme eclettiche e stile bizantino.

### Feste e tradizioni
Caratteristico è il rito delle nozze (martesia). È consuetudine che il passaggio per le vie del paese del corteo nuziale sia annunciato dal "Flamurari" (portatore di bandiere), nome che deriva da flamurë (bandiera). Il 19 agosto si festeggia San Rocco, patrono del paese.